# إليزابيث غوردون شاندلير
إليزابيث غوردون شاندلير (بالإنجليزية: Elisabeth Gordon Chandler)‏ هي نحّاتة أمريكية، ولدت في 10 يونيو 1913، وتوفيت في 29 نوفمبر 2006.